# Gone to Earth
Gone to earth – trzeci solowy album wokalisty i instrumentalisty, nagrany z między innymi Robertem Frippem. Pierwsza część albumu zawiera utwory wokalne, a druga – instrumentalne.
Wersja winylowa:
Side A
- „Taking the Veil” – 4:40
- „Laughter and Forgetting” – 3:18
- „Before the Bullfight” – 9:20
- „Gone to Earth” (Robert Fripp/Sylvian) – 3:06

Side B
- „Wave” – 9:11
- „River Man” – 4:54
- „Silver Moon” – 6:19

Side C
- „The Healing Place” – 5:34
- „Answered Prayers” (Bill Nelson/Sylvian) – 3:10
- „Where the Railroad Meets the Sea” – 2:52
- „The Wooden Cross” – 5:04
- „Silver Moon Over Sleeping Steeples” – 2:22

Side D
- „Camp Fire: Coyote Country” (Fripp/Sylvian) – 3:51
- „A Bird of Prey Vanishes Into a Bright Blue Cloudless Sky” – 3:16
- „Home” – 4:33
- „Sunlight Seen Through Towering Trees” – 3:02
- „Upon This Earth” (Fripp/Sylvian) – 6:30

Wersja CD:
CD 1:
- „Taking the Veil” – 4:40
- „Laughter and Forgetting” – 3:18
- „Before the Bullfight” – 9:20
- „Gone to Earth” (Robert Fripp/Sylvian) – 3:06
- „Wave” – 9:11
- „River Man” – 4:54
- „Silver Moon” – 6:19

CD 2:
- „The Healing Place” – 5:34
- „Answered Prayers” (Bill Nelson/Sylvian) – 3:10
- „Where the Railroad Meets the Sea” – 2:52
- „The Wooden Cross” – 5:04
- „Silver Moon Over Sleeping Steeples” – 2:22
- „Camp Fire: Coyote Country” (Fripp/Sylvian) – 3:51
- „A Bird of Prey Vanishes Into a Bright Blue Cloudless Sky” – 3:16
- „Home” – 4:33
- „Sunlight Seen Through Towering Trees” – 3:02
- „Upon This Earth” (Fripp/Sylvian) – 6:30

Muzycy:
- David Sylvian – lead vocals, keyboards (A1, A3, B1, B2, B3), guitar (A1, A3, A4, B2) electronics (A1, A2)
- Robert Fripp – guitar (A1, A4, B1, B2, B3, D1, D5), Frippetronics (A4, B1, B2, B3)
- Steve Jansen – drums (A1, A3, B1, B2, B3)
- Phil Palmer – acoustic guitar (A1)
- Ian Maidman – bass (A1, B2, B3)
- Kenny Wheeler – flugelhorn (A2, A3)
- John Taylor – piano (A2)
- Bill Nelson – guitar (A3, B1, B3, C1, C2, D4)
- Richard Barbieri – electronics (A3, B1)
- Harry Beckett – flugelhorn (B1)
- Mel Collins – sax (B2, B3)
- B.J. Cole – pedal steel (B3, C5)